# Ducati DesertX
Die Ducati DesertX ist ein Reiseenduro-Motorrad des zum VW-Konzern gehörenden italienischen Motorradherstellers Ducati.

## Antrieb
Der Motor wird auch in der Ducati Multistrada 950/V2 eingesetzt. Der mit 94 mm Bohrung und 67,5 mm Hub langhubig ausgelegte Motor hat 937 cm³ Hubraum und erreicht eine maximale Leistung von 81 kW (110,1 PS) bei 9250/min. Der Motor und das Sechsganggetriebe sind in einem gemeinsamen Gehäuse vereinigt. Die Mehrscheibenkupplung läuft im Ölbad. Das Hinterrad wird über eine Kette angetrieben. Der Tank fasst 21 l. Ein 8 l fassender Zusatztank kann am Heck angebracht werden.

## Rahmen und Fahrwerk
Die DesertX hat einen Gitterrohrrahmen aus Stahl. Die Sitzhöhe ist 875 mm für den Fahrer, der Soziussitz ist etwas höher. Für Packtaschen sind Halterungen vorgesehen. Eine 46-mm-Teleskopgabel mit 230 mm Federweg führt das Vorderrad, am Hinterrad ist eine Schwinge mit Monofederbein und 220 mm Federweg eingebaut. Das Vorderrad hat die Reifengröße 90/90 - 21", das Hinterrad 150/70 - 18". Damit ergibt sich die Bodenfreiheit zu 250 mm. An beiden Rädern sitzen Scheibenbremsen, vorn mit 320 mm Durchmesser.